# 21509 Лукаскавін
21509 Лукаскавін (21509 Lucascavin) — астероїд головного поясу, відкритий 22 травня 1998 року.
Тіссеранів параметр щодо Юпітера — 3,589.